# Microlia meticola
Microlia meticola är en skalbaggsart som först beskrevs av Thomas Casey 1911.  Microlia meticola ingår i släktet Microlia och familjen kortvingar. Inga underarter finns listade i Catalogue of Life.